# Zgrada ambasade Italije u Beogradu
Zgrada ambasade Italije u Beogradu sagrađena je 1926. godine po želji kraljice Elene (crnogorske princeze Jelene) po projektu arhitekte Florestana di Fausta, kao zdanje koje je na simbolički način trebalo da predstavi dugu i bogatu tradiciju odnosa između Rima i Beograda. Od njene izgradnje, ona je postala mesto za održavanje svih najvažnijih trenutaka tokom skoro jednog veka duge diplomatske tradicije koja su se razvijala kroz diplomatske odnose Kraljevine Jugoslavije, SFR Jugoslavije i danas Republike Srbije sa Italijom.

## Položaj i namena
Zgrada se nalazi u Birčaninovoj 11 (ulici која је dobila ime po Iliji Birčaninu (1764 — 1804), srpskom knezu kojeg su turske vlasti pogubile na početku Prvog srpskog ustanka), na Zapadnom Vračaru u centralnoj zoni Beograda, u blizini najznačajnijih državnih institucija Republike Srbije (Predsedništva, Skupštine, Vlade, Ministarstva spoljnih poslova, Kliničkog centra, Narodne banke itd).
Prema kratkom tehničkom izveštaju uz projekat o zgradi ambasade, upućenom Tehničkom odeljenju Opštine grada Beograda, ona je trebalo da služi za potrebe poslanstva i stanovanje.

## Istorija
Ideja o izgradnji nove zgrade ambasade javila se s početka 20-tih godina 20. veka u Ministarstvu spoljnih poslova Kraljevine Italije, koje je odlučilo da se zbog nedovoljnog kapaciteta postojećeg poslanstva u Francuskoj ulici br. 33. krene u proces izgradnje zgrade nove ambasade u Beogradu, čija bi arhitektura neposrednije oslikavala politički i kulturni identitet savremene Italije.
Glavnim inicijatorom za podizanje nove zgrade smatra se kraljica Jelena Savojska (1873 — 1952), kćer crnogorskog kralja Nikole I Petrovića, supruga italijanskog kralja Viktora Emanuela III. Kraljica Jelena, se odmah maksimalno angažovala, i ne samo da je izvršila izbor arhitekte iz državnog aparata, već je i odredila lokaciju, glavne elemente programa građevine, ali izbora određenih primerke nameštaja za opremanje unutrašnjosti ambasade.
Za izgradnju Nova zgrada Italijanske ambasade izabrana je padina Zapadnog Vračara, u tom periodu obodne četvrti centralne zone prestonice Kraljevine Jugoslavije. Odluka da se amabasada gradi na prostranom Vračaru, izvršen je s razlogom. Naime u tom razdoblju Vračar je bio prva beogradska četvrt koji je izgrađena planski, u ortogonalnom sistemu, na velikoj površini između današnjeg Bulevara kralja Aleksandra, Ulice kneza Miloša i Mostarske petlje, u jednom od najstarijih urbanih delova Beograda, još iz predosmanlijskog perioda.
Projektanti
Za glavnog projektanta ambasade Kraljevine Italije u Beogradu izabran je Florestano di Fausto (1890 — 1965), ugledni rimski arhitekta Florestano Di Fausto koji je ostavio dubok trag u oficijelnoj arhitekturi italijanske fašističke države.
Situacioni plan zgrade prema nacrtima Florestana di Fausta, naknadno je sačinio srpski inženjer Nikola Praporčetović (1886 — 1958), član Udruženja Jugoslovenskih inženjera i arhitekata, koji je verovatno, vršio i nadzor pri izvođenju projekta.
Kako je uz zgradu 1932. dozidan novi objekat, koji se pružao u pravcu Resavske ulice, nazvan „Palacina”, namenjen karabinjerima i konzularnim poslovima, sačinjen je novi projekat. Njega je izradio Ivan Belić (1887–1968), ovlašćeni beogradski arhitekta i preduzimač, čiji su planovi iz 1930. godine odobreni za izvođenje 10.9.1932. godine, dok je sprat iznad tog dela zgrade projektovao italijanski arhitekta Anton Kolantoni.
Obnova zgrade
Kako je tokom Drugog svetskog rata zgrada pretrpela oštećenja ratnim dejstvima, s kraja 40-tik i početkom 50-tih godina na njoj su u nekolko navrata izvršeni neophodni građevinski radovi.
Enterijer i eksterijer zdanja revitalizovani je tokom 2004. i 2005. godine, u vreme ambasadora Antonija Zanardija Landija. Tih godina opravljena je i rekonstruisana fasada, obnovljena su kupatila i unutrašnji zidovi i servisne prostorije. Zgrada je dobila i specijalnu rasvetu koja uperenim reflektorima od suterena naviše noću daju posebnu efektnost fasadi i ističe njenu arhitektonsku plastiku.

## Arhitektura
Florestano di Fausto se u olikovanju zgrade odlučio za akademistički stil u arhitekturi, sa eklektički usađenim reminiscencijama na renesansu, manirizam, barok i neoklasicizam, kako bi se palata Italijanske ambasade što bolje uklopila u ambijent Birčaninove ulice i nadovezala na novovekovne stilske predilekcije srpskih arhitekata.

Ono što karakteriše ovaj projeat Florestana di Fausta (od projakta iz tog vremna gradnje mnogih beogradskih ambasada), je ta što u vremenu građenja ona nije bila slobodnostojeća zgrade na parceli...
Već spada među one koje su sa jedne strane uzidane u strukturu uličnog bloka, i koje su lišene razrađenih pretprostora. Otud je i njen vizuelnoretorički program, oslonjen na arhitektonsku plastiku i plitku fasadnu dekoraciju, prezentovan na uličnom pročelju.
Zgrada se sastoji iz — suterena, prizemlja i dva sprata, koji su imali ukupno 1.500 m² korisnog prostora. Zgrada je izveden na nepravilnoj, neravnoj pravougaonoj parceli (na bočnim stranama dugačka 50 metara), nagnutoj prema savskom delu grada, tako da na uličnoj strani dugačak oko 60 metara, a na bočnim stranama 20 i 45 metara.
Konstrukcija zidova i izgled fasade
Noseći, pregradni i fasadni zidovi izgrađeni su od opeke, a zatim obloženi veštačkim kamenom. Debljina korišćen opeka u temeljima bila je veća nego u suterenu. Površine oko prozora na centralnom bloku pročelja dodatno su obložene crvenim
pločicama.
U prizemnom delu fasade je, uređenna tako da je spolja naglašena kao piano nobile (glavni, otmeni sprat), natprozornom dekoracijom i većom površinom prozora, koja se upadljivo izdvaja od drugih etaža. Prozori sprata koji su završeni lavljim maskama, simbolima moći najviše vlasti, odlučnosti i ambicioznosti sadržali su i nenaglašeni venac koji razdvaja primarnu od poslednje, najuže zone pročelja.
Nakon završetka Drugog svetskog nove vitraže na zgradi izveo je istaknuti srpski slikar Predrag Milosavljević.
Međuspratna konstrukcija
Međuspratna konstrukcija izvedena je u sistemu svodova od tregera. Nad glavnim ulazom izvedena je tavanica od armiranog betona, od kojeg je sagrađen i glavni venac na fasadi.
Enterijer
Enterijer ambasade, prema rečima arhitekte A. Kadijević, izuzetno humanistički je koncipovan, prilagođen reprezentativnoj i svečanoj nameni, koji je u prizemlju, međusobno povezan širokim otvorima, staklenim i zidnim parapetima, sa dekorisanim tavanicama sa kojih vise lusteri koji su kako u prizemlju, tako i u čitavoj rezidenciji, izvedeni od Murano stakla.
Sprat zgrade koji se sastoji od desetak odeljenja – jednim delom je stan ambasadora (nekoliko spavaćih soba, kuhinja, trpezarija, gostinska soba, salon sa kaminom i pomoćne prostorije) predviđenim za šefa italijanske diplomatije, a drugim delom centralna galerija (ukrašene portretima italijanskih kardinala).
Drugi, sprat zgrade, namenjen administraciji ambasade, čini nekoliko kancelarija, odvojenih dugačkim i funkcionalnim hodnikom, a na jednom kraju hodnika i radni kabinet ambasadora.
Pridodati deo zgrade
Pridodati deo zgrade u pravcu Resavske ulice, koji je sa starim delom zgrade povezan zasvedenim hodnikom sa kolskim putem
koji vodi u vrt, niži je za trećinu od prvobitnog dela, i prostire se na 226 m² građevinske parcele. Njegovo pročelje, stilski je prilagođeno Di Faustovoj koncepciji, u dužini od oko 18 metara.

## Spoljašnje veze
- 90 godina Ambasade Italije Архивирано на веб-сајту  (24. април 2021)